# (8847) Huch
(8847) Huch ist ein Asteroid des äußeren Hauptgürtels, der von den deutschen Astronomen Freimut Börngen und Lutz D. Schmadel am 12. Oktober 1990 an der Thüringer Landessternwarte Tautenburg (IAU-Code 033) entdeckt wurde.
Der Asteroid ist Mitglied der Koronis-Familie, einer Gruppe von Asteroiden, die nach (158) Koronis benannt ist. Nach der SMASS-Klassifikation (Small Main-Belt Asteroid Spectroscopic Survey) wurde bei einer spektroskopischen Untersuchung von Gianluca Masi, Sergio Foglia und Richard P. Binzel bei (8847) Huch von einer hellen Oberfläche ausgegangen, es könnte sich also, grob gesehen, um einen S-Asteroiden handeln.
Die zeitlosen (nichtoskulierenden) Bahnelemente von (8847) Huch sind fast identisch mit denjenigen von fünf kleineren, wenn man von der Absoluten Helligkeit von 15,0, 15,8, 16,9, 16,8 und 16,9 gegenüber 13,5 ausgeht, Asteroiden: (57970) 2002 NT13, (115907) 2003 WP1, (299727) 2006 RX41, (321124) 2008 UA52 und (356791) 2011 UK314.
Die Bahn von (8847) Huch wurde 1998 gesichert, so dass eine Nummerierung vergeben werden konnte. Der Asteroid wurde am 5. Oktober desselben Jahres auf Vorschlag von Freimut Börngen nach der deutschen Schriftstellerin und Dichterin Ricarda Huch benannt. Ein weiterer nach Ricarda Huch benannter Asteroid ist der schon 1917 entdeckte (879) Ricarda.